# Електромобіль з безконтактною зарядкою в русі

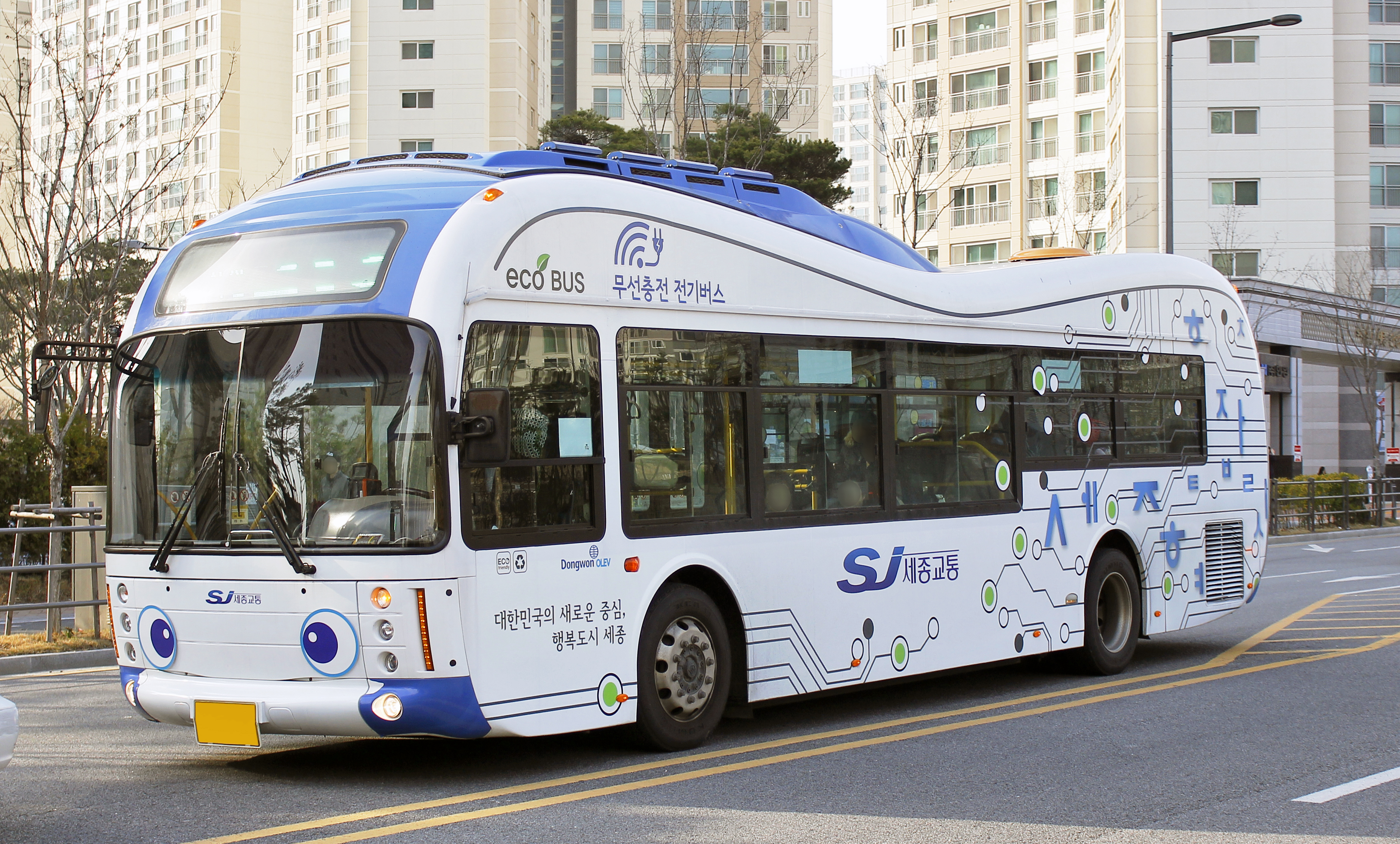
Автобус OLEV в роботі

On-Line Electric Vehicle або OLEV — це тип електромобіля, розроблений KAIST, Корейським передовим інститутом науки і технологій, який заряджає свої батареї без проводів під час руху за допомогою індуктивного заряджання. Сегменти, що складаються з котушок, захованих у дорозі, передають енергію до приймача або датчика, встановленого на нижній частині електромобіля, який живить транспортний засіб і заряджає його акумулятор.
KAIST запустив автобусний маршрут з використанням цієї технології в 2009 році. Перша лінія, яка використовує OLEV, була запущена 9 березня 2010 року; ще одна автобусна лінія була запущена в Сечжоні в 2015 році ; У 2016 році в Гумі було додано ще дві автобусні лінії. Усі чотири автобусні лінії бездротової зарядки були закриті через старіння інфраструктури. Нова автобусна лінія була урочисто відкрита в 2019 році в районі Юсон. Комерціалізація технології не була успішною, що призвело до суперечок щодо продовження державного фінансування технології в 2019 році. 
Ця технологія була обрана як один із 50 найкращих винаходів 2010 року за версією Time. KAIST і Electreon працювали над стандартом динамічної бездротової зарядки в 2021  і 2022 роках.

## Технологія
Система On-Line Electric Vehicle розділена на дві основні частини: захопані у проїзній частині сегменти індуктивних передавачів електроенергії та індуктивні приймальні модулі в нижній частині автомобіля. Використання зарядки під час водіння усуває потребу в зарядних станціях, але її встановлення є дорогим, а поточні реалізації обмежують швидкість на рівні до 85 км на годину. 
Передавачі електроенергії на дорозі можуть бути закопані на глибині 30 см під землею та складатися з феритових сердечників (магнітних сердечників, які використовуються в індукції) з котушками, намотаними навколо них, розташованих по обидва боки центральної колони. Первинні котушки розміщуються сегментами через певні прольоти дороги, так що лише приблизно від 5% до 15% дороги потрібно розкопати та оновити покриття для встановлення. Для живлення первинних котушок кабелі підключаються до електромережі через інвертор. Інвертор приймає трифазну напругу 60 Гц 380В або 440В від мережі для генерування 20 кГц електроенергії змінного струму в кабелі. Кабелі створюють магнітне поле 20 кГц, яке надсилає потік через тонкі феритові сердечники до датчиків на OLEV. 
Під транспортним засобом прикріплені приймачі або модулі захоплення, відомі як вторинні індуктивні котушки. Потік від передавачів, або первинних котушок, передає енергію до приймачів, або вторинних котушок, і кожен прийом отримує приблизно 17 кВт потужності від індукованого струму. Регулятор розподіляє живлення між двигуном і акумулятором, заряджаючи автомобіль без проводів під час руху.
| Модулі OLEV                   | Модулі OLEV | Модулі OLEV                        | Модулі OLEV                        | Модулі OLEV      | Модулі OLEV        | Модулі OLEV                 | Модулі OLEV                  | Модулі OLEV             | Модулі OLEV                              |
| Модель                        | Вага        | Форма сердечника первинної котушки | Форма сердечника вторинної котушки | Повітряний зазор | Енергоефективність | Потужність на приймач (кВт) | Потужність на приймач (к.с.) | Струм первинної котушки | Додаткові механізми                      |
| ----------------------------- | ----------- | ---------------------------------- | ---------------------------------- | ---------------- | ------------------ | --------------------------- | ---------------------------- | ----------------------- | ---------------------------------------- |
| Покоління 1 (мікроавтомобіль) | 10 kg       | E-подібна                          | E-подібна                          | 1 cм             | 80%                | 3 кВт                       | 4.02 к.с.                    | 100 A                   | Механізм вертикального вирівнювання 3 мм |
| Покоління 2 (автобус)         | 80 kg       | U-подібна                          | Довга, пласка                      | 17 см            | 72%                | 6 кВт                       | 8.04 к.с.                    | 200 A                   | Зворотні кабелі для первинних котушок    |
| Покоління 3 (SUV)             | 110 kg      | Тонка W-подібна                    | Широка W-подібна                   | 17 см            | 71%                | 17 кВт                      | 22.79 к.с.                   | 200 A                   | Відсутні                                 |

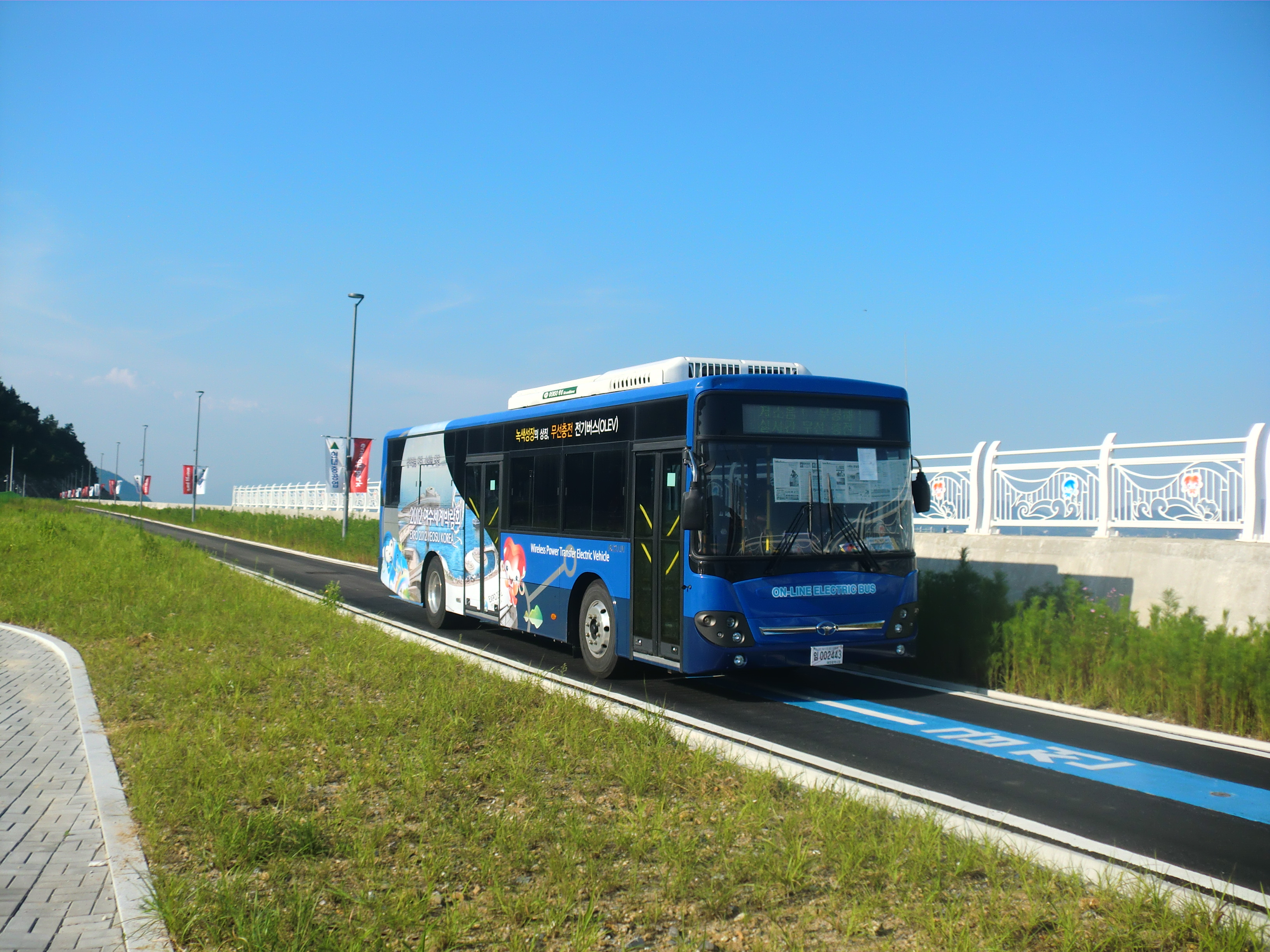
Експериментальний зразок на виставці EXPO 2012

Для OLEV 1-го покоління, якщо первинна та вторинна котушки зміщені по вертикалі на відстань понад 3 мм, енергоефективність значно падає. У Поколінні 2 OLEV струм у первинній котушці було подвоєно, щоб створити сильніше магнітне поле, яке забезпечує більший повітряний зазор. Феритові сердечники в первинних котушках були змінені на U-подібну форму, а сердечники вторинної котушки були змінені на форму плоскої плати. Ця конструкція дозволяє вертикальному зсуву становити приблизно 20 см із 50% енергоефективністю. Однак для U-подібних сердечників також потрібні зворотні кабелі, що підвищує вартість виробництва. Третє покоління OLEV використовує надтонкі феритові сердечники W-подібної форми в первинній котушці, щоб зменшити кількість фериту, що використовується до 1/5 від Gen 2, і усунути потребу у зворотних кабелях. Вторинна котушка використовує більш товстий варіант W-подібних сердечників, щоб компенсувати меншу площу, через яку протікає магнітний потік, порівняно з Gen 2[джерело?].

## Переваги та недоліки

### Переваги
- Нульові викиди.
- Нижчі експлуатаційні витрати рухомого складу порівняно з газовими аналогами.
- Нижчі витрати на технічне обслуговування та виробництво.
- Немає необхідності в зарядній станції
- Можна зберігати, як звичайні транспортні засоби[джерело?].

### Недоліки
- Сучасні електромережі не можуть працювати з великомасштабними OLEV.
- Нижча ефективність передачі електроенергії (70%), ніж при прямій зарядці акумуляторів.
- Дороговизна реалізації та обслуговування інфраструктури.
- Можливе розряджання при інтенсивному русі.
- Обмеження швидкості.
- Не може працювати під час відключення електроенергії.
- Можливий перегрів транспортного засобу при затяжному заряджанні.
- Можливість негативного впливу електромагнітних хвиль на пасажирів, що потребує додаткового вивчення.
- Необхідність міжнародної сертифікації для поширання системи у світі[джерело?].